# Football League Cup 1992-1993
La Football League Cup 1992-1993, conosciuta anche con il nome di Coca Cola Cup per motivi di sponsorizzazione, è stata la 33ª edizione del terzo torneo calcistico più importante del calcio inglese, la 27ª in finale unica. La manifestazione, ebbe inizio il 18 agosto 1992 e si concluse il 18 aprile 1993 con la finale di Wembley.
Il trofeo fu vinto dall'Arsenal, che nell'atto conclusivo si impose sullo Sheffield Wednesday con il punteggio di 2-1.
Le due squadre si ritrovarono poi a maggio anche nella finale di F.A. Cup ed ancora una volta a spuntarla furono i Gunners.

## Formula
La Football League Cup era riservata alle 22 squadre della Premier League e alle 71 della Football League. Il torneo era composto da scontri ad eliminazione diretta, che prevedevano nel primo e nel secondo turno, due match: regola dei gol in trasferta in caso di parità, ma solo dopo i tempi supplementari ed a seguire eventuali calci di rigore. Analogamente anche le semifinali, si disputavano con il doppio confronto di andata e di ritorno, ma a differenza di quanto accadeva nei primi due round, una parità di gol nell'aggregato anche dopo i supplementari, dava luogo all'effettuazione della partita di ripetizione (quindi niente regola dei gol fuori casa). Mentre dal terzo al quinto turno ed in finale si giocava una singola gara: se l'esito risultava un pareggio si procedeva ad una ripetizione a campi invertiti fino a quando non c'era una vincitrice (in finale invece si rigiocava sempre in campo neutro). Nell'eventualità di un pari anche nel replay si disputavano i tempi supplementari.
|                              | Squadre che entrano in questo turno                                                                    | Squadre qualificate dal turno precedente    |
| ---------------------------- | --- | ------------------------------------------- |
| Primo turno (58 squadre)     | - 23 squadre dalla Third Division - 24 squadre dalla Second Division - 11 squadre dalla First Division |                                             |
| Secondo turno (64 squadre)   | - 22 squadre dalla Premier League - 13 squadre dalla First Division                                    | - 29 squadre vincitrici del primo turno     |
| Terzo turno (32 squadre)     | | - 32 squadre vincitrici del secondo turno   |
| Quarto turno (16 squadre)    | | - 16 squadre vincitrici del terzo turno     |
| Quarti di finale (8 squadre) | | - 8 squadre vincitrici del quarto turno     |
| Semifinali (4 squadre)       | | - 4 squadre vincitrici dei quarti di finale |
| Finale (2 squadre)           | | - 2 squadre vincitrici delle semifinali     |

## Primo turno
| Squadra 1        | Totale          | Squadra 2         | Andata         | Ritorno          |
| ---------------- | --------------- | ----------------- | -------------- | ---------------- |
|                  |                 |                   | 18 agosto 1992 | 25 agosto 1992   |
| Bolton           | 3 - 2           | Port Vale         | 2 - 1          | 1 - 1            |
| Cardiff City     | 2 - 5           | Bristol City      | 1 - 0          | 1 - 5            |
| Carlisle Utd     | 5 - 2           | Burnley           | 4 - 1          | 1 - 1            |
| Chesterfield     | 2 - 0           | York City         | 2 - 0          | 0 - 0            |
| Crewe Alexandra  | 6 - 2           | Rochdale          | 4 - 1          | 2 - 1            |
| Darlington       | 3 - 1           | Scunthorpe Utd    | 2 - 0          | 1 - 1            |
| Doncaster        | 1 - 4           | Lincoln City      | 0 - 3          | 1 - 1            |
| Exeter City      | 4 - 1           | Birmingham City   | 0 - 0          | 4 - 1            |
| Fulham           | 0 - 4           | Brentford         | 0 - 2          | 0 - 2            |
| Halifax Town     | 3 - 5           | Hartlepool Utd    | 1 - 2          | 2 - 3            |
| Hereford Utd     | 2 - 7           | Torquay Utd       | 2 - 2          | 0 - 5            |
| Hull City        | 2 - 3           | Rotherham Utd     | 2 - 2          | 0 - 1            |
| Oxford Utd       | 3 - 1           | Swansea City      | 3 - 0          | 0 - 1            |
| Peterborough Utd | 6 - 2           | Barnet            | 4 - 0          | 2 - 2            |
| Shrewsbury Town  | 2 - 2 (gfc)     | Wigan             | 1 - 2          | 1 - 0 (d.t.s.)   |
| Stockport County | 3 - 2           | Chester City      | 1 - 1          | 2 - 1            |
| Wrexham          | 4 - 5           | Bury              | 1 - 1          | 3 - 4            |
|                  |                 |                   | 18 agosto 1992 | 26 agosto 1992   |
| Colchester Utd   | 1 - 2           | Brighton          | 1 - 1          | 0 - 1            |
| Leyton Orient    | 2 - 5           | Millwall          | 2 - 2          | 0 - 3            |
| Preston N.E.     | 2 - 5           | Stoke City        | 2 - 1          | 0 - 4            |
| Sunderland       | 3 - 3 (gfc)     | Huddersfield Town | 2 - 3          | 1 - 0 (d.t.s.)   |
|                  |                 |                   | 18 agosto 1992 | 9 settembre 1992 |
| Gillingham       | 4 - 1           | Northampton Town  | 2 - 1          | 2 - 0            |
|                  |                 |                   | 19 agosto 1992 | 25 agosto 1992   |
| Grimsby Town     | 2 - 2 (5-3 dcr) | Barnsley          | 1 - 1          | 1 - 1 (d.t.s.)   |
| Newcastle Utd    | 2 - 1           | Mansfield Town    | 2 - 1          | 0 - 0            |
| Tranmere         | 3 - 4           | Blackpool         | 3 - 0          | 0 - 4            |
| Walsall          | 2 - 1           | Bournemouth       | 1 - 1          | 1 - 0            |
| West Bromwich    | 1 - 2           | Plymouth          | 1 - 0          | 0 - 2            |
|                  |                 |                   | 19 agosto 1992 | 26 agosto 1992   |
| Scarborough      | 8 - 3           | Bradford City     | 3 - 0          | 5 - 3            |
|                  |                 |                   |                |                  |
| Reading          | n.d.            | Maidstone Utd     | X - X          | X - X            |

## Secondo turno
| Squadra 1         | Totale          | Squadra 2         | Andata            | Ritorno         |
| ----------------- | --------------- | ----------------- | ----------------- | --------------- |
|                   |                 |                   | 21 settembre 1992 | 6 ottobre 1992  |
| Tottenham         | 7 - 3           | Brentford         | 3 - 1             | 4 - 2           |
|                   |                 |                   | 22 settembre 1992 | 6 ottobre 1992  |
| Bolton            | 2 - 3           | Wimbledon FC      | 1 - 3             | 1 - 0           |
| Crystal Palace    | 4 - 2           | Lincoln City      | 3 - 1             | 1 - 1           |
| Liverpool         | 8 - 5           | Chesterfield      | 4 - 4             | 4 - 1           |
| Wigan             | 2 - 6           | Ipswich Town      | 2 - 2             | 0 - 4           |
|                   |                 |                   | 22 settembre 1992 | 7 ottobre 1992  |
| Arsenal           | 2 - 2 (3-1 dcr) | Millwall          | 1 - 1             | 1 - 1 (d.t.s.)  |
| Bristol City      | 3 - 5           | Sheffield Utd     | 2 - 1             | 1 - 4           |
| Bury              | 1 - 0           | Charlton          | 0 - 0             | 1 - 0           |
| Cambridge Utd     | 4 - 3           | Stoke City        | 2 - 2             | 2 - 1           |
| Carlisle Utd      | 2 - 4           | Norwich City      | 2 - 2             | 0 - 2           |
| Exeter City       | 0 - 1           | Oldham Athletic   | 0 - 1             | 0 - 0           |
| Notts County      | 4 - 2           | Wolverhampton     | 3 - 2             | 1 - 0           |
| Watford           | 4 - 2           | Reading           | 2 - 2             | 2 - 0           |
|                   |                 |                   | 22 settembre 1992 | 27 ottobre 1992 |
| Leeds Utd         | 6 - 3           | Scunthorpe Utd    | 4 - 1             | 2 - 2           |
|                   |                 |                   | 23 settembre 1992 | 6 ottobre 1992  |
| Blackpool         | 0 - 6           | Portsmouth        | 0 - 4             | 0 - 2           |
| Huddersfield Town | 4 - 5           | Blackburn         | 1 - 1             | 3 - 4 (d.t.s.)  |
| Leicester City    | 3 - 2           | Peterborough Utd  | 2 - 0             | 1 - 2           |
| Luton Town        | 4 - 5           | Plymouth          | 2 - 2             | 2 - 3           |
| QPR               | 3 - 3 (6-5 dcr) | Grimsby Town      | 2 - 1             | 1 - 2 (d.t.s.)  |
| Sheffield Weds    | 5 - 2           | Hartlepool Utd    | 3 - 0             | 2 - 2           |
| Torquay Utd       | 2 - 9           | Swindon Town      | 0 - 6             | 2 - 3           |
|                   |                 |                   | 23 settembre 1992 | 7 ottobre 1992  |
| Brighton          | 1 - 2           | Manchester Utd    | 1 - 0             | 0 - 1           |
| Coventry City     | 2 - 3           | Scarborough       | 2 - 0             | 0 - 3           |
| Gillingham        | 0 - 3           | Southampton       | 0 - 0             | 0 - 3           |
| Manchester City   | 2 - 1           | Bristol Rovers    | 0 - 0             | 2 - 1 (d.t.s.)  |
| Newcastle Utd     | 3 - 1           | Middlesbrough     | 0 - 0             | 3 - 1           |
| Oxford Utd        | 2 - 4           | Aston Villa       | 1 - 2             | 1 - 2           |
| Rotherham Utd     | 1 - 3           | Everton           | 1 - 0             | 0 - 3           |
| Southend Utd      | 1 - 7           | Derby County      | 1 - 0             | 0 - 7           |
| Stockport County  | 3 - 5           | Nottingham Forest | 2 - 3             | 1 - 2           |
| Walsall           | 0 - 4           | Chelsea           | 0 - 3             | 0 - 1           |
| West Ham Utd      | 0 - 2           | Crewe Alexandra   | 1 - 0             | 0 - 2           |

## Terzo turno
| Squadra 1        | Risultato | Squadra 2         |
| ---------------- | --------- | ----------------- |
| 27 ottobre 1992  |           |                   |
| Bury             | 0 - 2     | QPR               |
| Notts County     | 2 - 3     | Cambridge Utd     |
| Plymouth         | 3 - 3     | Scarborough       |
| Portsmouth       | 0 - 1     | Ipswich Town      |
| Sheffield Weds   | 7 - 1     | Leicester City    |
| Swindon Town     | 0 - 1     | Oldham Athletic   |
| 28 ottobre 1992  |           |                   |
| Aston Villa      | 1 - 0     | Manchester Utd    |
| Blackburn        | 2 - 0     | Norwich City      |
| Chelsea          | 2 - 1     | Newcastle Utd     |
| Crewe Alexandra  | 0 - 1     | Nottingham Forest |
| Derby County     | 1 - 1     | Arsenal           |
| Everton          | 0 - 0     | Wimbledon FC      |
| Manchester City  | 0 - 1     | Tottenham         |
| Sheffield Utd    | 0 - 0     | Liverpool         |
| Southampton      | 0 - 2     | Crystal Palace    |
| 10 novembre 1992 |           |                   |
| Watford          | 2 - 1     | Leeds Utd         |

### Replay
| Squadra 1        | Risultato | Squadra 2     |
| ---------------- | --------- | ------------- |
| 10 novembre 1992 |           |               |
| Wimbledon FC     | 0 - 1     | Everton       |
| 11 novembre 1992 |           |               |
| Liverpool        | 3 - 0     | Sheffield Utd |
| Scarborough      | 2 - 1     | Plymouth      |
| 1 dicembre 1992  |           |               |
| Arsenal          | 2 - 1     | Derby County  |

## Quarto turno
| Squadra 1         | Risultato | Squadra 2       |
| ----------------- | --------- | --------------- |
| 1 dicembre 1992   |           |                 |
| Cambridge Utd     | 1 - 0     | Oldham Athletic |
| Liverpool         | 1 - 1     | Crystal Palace  |
| 2 dicembre 1992   |           |                 |
| Aston Villa       | 2 - 2     | Ipswich Town    |
| Everton           | 2 - 2     | Chelsea         |
| Nottingham Forest | 2 - 0     | Tottenham       |
| Sheffield Weds    | 4 - 0     | QPR             |
| 9 dicembre 1992   |           |                 |
| Blackburn         | 6 - 1     | Watford         |
| 6 gennaio 1993    |           |                 |
| Scarborough       | 0 - 1     | Arsenal         |

### Replay
| Squadra 1        | Risultato | Squadra 2   |
| ---------------- | --------- | ----------- |
| 15 dicembre 1992 |           |             |
| Ipswich Town     | 1 - 0     | Aston Villa |
| 16 dicembre 1992 |           |             |
| Chelsea          | 1 - 0     | Everton     |
| Crystal Palace   | 2 - 1     | Liverpool   |

## Quarti di finale
| Squadra 1       | Risultato | Squadra 2         |
| --------------- | --------- | ----------------- |
| 6 gennaio 1993  |           |                   |
| Blackburn       | 3 - 2     | Cambridge Utd     |
| Crystal Palace  | 3 - 1     | Chelsea           |
| 12 gennaio 1993 |           |                   |
| Arsenal         | 2 - 0     | Nottingham Forest |
| 19 gennaio 1993 |           |                   |
| Ipswich Town    | 1 - 1     | Sheffield Weds    |

### Replay
| Squadra 1       | Risultato | Squadra 2    |
| --------------- | --------- | ------------ |
| 3 febbraio 1993 |           |              |
| Sheffield Weds  | 1 - 0     | Ipswich Town |

## Semifinali
| Squadra 1      | Totale | Squadra 2      | Andata           | Ritorno       |
| -------------- | ------ | -------------- | ---------------- | ------------- |
|                |        |                | 7 febbraio 1993  | 10 marzo 1993 |
| Crystal Palace | 1 - 5  | Arsenal        | 1 - 3            | 0 - 2         |
|                |        |                | 10 febbraio 1993 | 14 marzo 1993 |
| Blackburn      | 3 - 6  | Sheffield Weds | 2 - 4            | 1 - 2         |

## Finale
| Arbitro: | Allan Gunn |

|                       |           |           |
| Merson 20’ Morrow 68’ | Marcatori | 8’ Harkes |

| Arsenal | Sheffield Wednesday |

| ARSENAL         |    |                  |
|                 |    |                  |
| P               | 1  | David Seaman     |
| D               | 22 | David O'Leary    |
| D               | 6  | Tony Adams (C)   |
| D               | 5  | Andy Linighan    |
| D               | 3  | Nigel Winterburn |
| C               | 11 | Ray Parlour      |
| C               | 15 | Steve Morrow     |
| C               | 14 | Paul Davis       |
| C               | 10 | Paul Merson      |
| A               | 8  | Ian Wright       |
| A               | 7  | Kevin Campbell   |
| A disposizione: |    |                  |
| C               | 4  | Ian Selley       |
| A               | 9  | Alan Smith       |
| Manager:        |    |                  |
| George Graham   |    |                  |

| SHEFFIELD WEDNESDAY |    |                  |             |
|                     |    |                  |             |
| P                   | 1  | Chris Woods      |             |
| D                   | 2  | Roland Nilsson   |             |
| D                   | 3  | Phil King        | 83’         |
| D                   | 4  | Carlton Palmer   | Ammonizione |
| D                   | 6  | Viv Anderson (C) |             |
| C                   | 15 | John Harkes      |             |
| C                   | 7  | Danny Wilson     | 74’         |
| C                   | 8  | Chris Waddle     |             |
| A                   | 9  | Paul Warhurst    |             |
| A                   | 10 | Mark Bright      | Ammonizione |
| C                   | 11 | John Sheridan    |             |
| A disposizione:     |    |                  |             |
| C                   | 17 | Graham Hyde      | 83’         |
| A                   | 5  | David Hirst      | 74’         |
| Manager:            |    |                  |             |
| Trevor Francis      |    |                  |             |